# Седевакантизм
Седевакантизм — консервативний релігійний рух, або розкол в рамках католицизму.

## Історія
Назва походить від латинських слів sedes — престол і vacans — порожній; термін sede vacante («при незайнятому престолі») використовується для позначення періоду вакансії папського престолу. Рух у католицькій церкві, що виник після Другого Ватиканського собору.
Прибічники даного напрямку не визнають пап, що правили під час і після собору — Івана XXIII, Павла VI, Івана Павла I, Івана Павла II та Бенедикта XVI, — вважаючи, що вони втратили престол ipso facto через єресь модернізму, прогресивізм, заміну Тридентської меси на Novus Ordo Missae.
Серед седевакантистів популярні різні теорії змови. Іноді вони стверджують, що після смерті Пія XII в 1958 році папою нібито був обраний кардинал Джузеппе Сірі, що прийняв був обрання (з Сікстинської капели в той день дійсно йшов білий дим ще до остаточного голосування), але був змушений тут же відректися (і мовчати про своє обрання) через можливу загрозу церкві з боку комуністів у разі обрання Папи-консерватора.
Учасники конклаву нібито проголосували повторно і вибрали кардинала Ронкаллі (Івана XXIII), якого седевакантисти тому не вважають законним папою. Деякі навіть стверджують, що Сірі був вибраний папою двічі (у 1958 і 1963) році. На виправдання седевакантистского руху використовується і версія про те, що папа Павло VI був підмінений, і під його ім'ям частину понтифікату виступала інша людина. Частина седевакантистских груп обрали своїх власних «римських понтифіків», яких нерідко називають антипапами. Втім, у них незрівнянно менше послідовників, ніж у середньовічних антипап. В офіційні переліки пап, що видаються Ватиканом, вони не включаються.